# Motmotfélék
A motmotfélék (Momotidae) a madarak osztályának szalakótaalakúak (Coraciiformes) rendjébe tartozó család.

## Rendszerezés
A család az alábbi 6 neme és 10 faj tartozik:
- Hylomanes Lichtenstein, 1839 – 1 faj
  - törpemotmot (Hylomanes momotula)
- Aspatha (Sharpe, 1892) – 1 faj
  - kéktorkú motmot (Aspatha gularis)
- Electron Gistel, 1848 – 2 faj
  - laposcsőrű motmot (Electron platyrhynchum)
  - Electron carinatum
- Eumomota Sclater, 1858 – 1 faj
  - feketetorkú motmot (Eumomota superciliosa)
- Baryphthengus Cabanis & Heine, 1859 – 2 faj
  - rozsdásfejű motmot (Baryphthengus martii)
  - rozsdás motmot (Baryphthengus ruficapillus)
- Momotus Brisson, 1760 – 3 vagy 8 faj
  - hegyi motmot (Momotus aequatorialis)
  - barnafejű motmot (Momotus mexicanus)
  - Diadémmotmot (Momotus momota)
  - Momotus coeruliceps[1] vagy Momotus momota coeruliceps[2]
  - Momotus lessonii[1] vagy Momotus momota lessonii[2]
  - Momotus argenticinctus[1] vagy Momotus momota argenticinctus[2]
  - Momotus bahamensis[1] vagy Momotus momota bahamensis[2]
  - Momotus subrufescens[1] vagy Momotus momota subrufescens[2]

|  |